# Campionato italiano di hockey su ghiaccio 1936
Il campionato italiano di hockey su ghiaccio 1936, 10ª edizione del massimo campionato nazionale, si disputò il 17 marzo 1936. Fu riproposta la suddivisione in Serie A e Serie B. Tuttavia il campionato fu segnato dalle numerosissime defezioni in entrambe le serie. La formula della Serie B prevedeva che le squadre si affrontassero in gare ad eliminazione diretta e che le vincenti dei due gironi accedessero in finale per conquistare la promozione in Serie A. Nella Serie A da un originario girone a quattro si passò a causa di alcuni ritiri ad una finale secca; a vincere il secondo titolo della loro storia furono i Diavoli Rossoneri Milano.

## Serie A
In questi anni, con l'avvento del regime fascista e a seguito delle sanzioni applicate dalla Società delle Nazioni per aver invaso l'Etiopia, viene adottata la politica autarchica. A livello linguistico, tutto ciò porta all'italianizzazione di tutte le parole straniere; l'Hockey Club Milano cambia la propria denominazione in Associazione Disco su Ghiaccio, mentre il Cortina diventa Associazione Sportiva Ghiaccio. Con la fine della seconda guerra mondiale, alcune società torneranno alla denominazione originale.
Come l'anno precedente, le formazioni ammesse di diritto alla massima serie sono ADG Milano, ASG Cortina e HC Diavoli Rossoneri Milano.
A queste si sarebbe dovuta aggiungere la vincitrice della Serie B (in finale erano giunte Cortina II e ADG Milano II). Tuttavia Cortina ritira le proprie squadre, e la federazione decide che la finale venga giocata in gara unica tra le due prime squadre milanesi.

### Finale
| Arbitro: | Signorini e Poirier |

|                |           |  |
| Zucchini 46:00 | Marcatori |  |

### Formazione vincitrice
| HC Diavoli Rossoneri Milano 2º titolo | Egidio Bruciamonti, Ignazio Dionisi, Augusto Gerosa, Mario Maiocchi, Aldo Marazza, Gianni Scotti, Decio Trovati, Luigi Zucchini, Mario Zucchini. |

## Serie B
Il Campionato è caratterizzato dai ritiri di quasi tutte le partecipanti. La formula è la stessa della stagione precedente: serie cadetta divisa in due gironi (occidentale e orientale) e vincenti che si affrontano per conquistare l'accesso in Serie A.
Il girone orientale è vinto dal Cortina II, mentre quello occidentale è conteso dalle formazioni cadette di Milano e Diavoli Rossoneri Milano a causa dei ritiri di Bardonecchia e Torino. I neroazzuri dell'ADG Milano hanno la meglio sui cugini con un perentorio 6-1 e possono sfidare Cortina II per la conquista della promozione della Serie A, ma la squadra ampezzana comunica il forfait delle sue formazioni.